# Lista de pessoas que sofreram de tuberculose
Este anexo é uma lista de personalidades famosas que adquiriram tuberculose.

## Escritores e poetas
- Allan Poe, Edgar[1]
- Bahdanovič, Maksim[2]
- de Balzac, Honoré[3]
- Bécquer, Gustavo Adolfo[4]
- Brontë, Anne[5]
- Brontë, Emily[6]
- Browne, Charles Farrar[7]
- Browning, Elizabeth Barrett[8]
- Alves, Castro
- Chéjov, Antón[9]
- Corbière, Tristan[10]
- Crane, Stephen[11]
- Daumal, René[12]
- de Brunhoff, Jean
- de Maupassant, Guy[13]
- Dunbar, Paul Laurence[14]
- Emerson, Ralph Waldo[15]
- González, Ángel[16]
- Gorky, Maxim[17]
- Hammett, Dashiell[18]
- Harmaja, Saima[19]
- Heinlein, Robert A.[20]
- Hernández, Miguel[21]
- Istrati, Panait[22]
- Jackson, Helen Hunt[23]
- Jarry, Alfred[24]
- Johnson, Samuel[25]
- Kafka, Franz[26]
- Keats, John[27]
- Kingsley, Charles
- Kudirka, Vincas
- Lanier, Sidney
- Lawrence, D.H.
- Mansfield, Katherine
- Maugham, William Somerset
- Molière)
- Munthe, Axel
- O'Neill, Eugene
- Orwell, George
- Percy, Walker
- Platonov, Andrei
- Pope, Alexander
- Porden, Eleanor Anne
- Powys, Llewelyn
- Praed, Winthrop Mackworth
- Rostand, Edmond
- Rousseau, Jean-Jacques
- Ruskin, John
- Samain, Albert
- Schiller, Friedrich
- Scott, Sir Walter
- Słowacki, Juliusz
- Smollett, Tobias
- Sterne, Laurence
- Stevenson, Robert Louis
- Sillitoe, Alan
- Thomas, Dylan
- Thompson, Francis
- Thoreau, Henry David
- Voltaire
- Whitman, Walt
- Wolfe, Thomas

## Pintores
- Frédéric Auguste Bartholdi
- Marie Bashkirtseff
- Aubrey Beardsley
- Harry Clarke
- Paul Gauguin
- Borís Kustódiev
- Amedeo Modigliani
- Cristóbal Rojas[28][29][30][31][32][33][34]
- Arturo Michelena[28][29][30][31][35][34]
- Antoine Watteau
- Henri Rousseau
- Eugène Delacroix

## Compositores
- Luigi Boccherini
- Alfredo Catalani
- Frédéric Chopin
- Carl Maria von Weber
- Stephen Foster
- Hermann Goetz
- Louis Joseph Ferdinand Herold
- Joseph Martin Krause
- Niccolò Paganini
- Giovanni Battista Pergolesi
- Henry Purcell
- Johann Hermann Schein
- Ígor Stravinski
- Noel Rosa

## Filósofos e científicos
- Alexander Graham Bell
- Anders Celsius
- Johann Wolfgang von Goethe
- Immanuel Kant
- Erwin Schrödinger
- Spinoza
- René Théophile Hyacinthe Laënnec
- Xavier Bichat
- William Kingdon Clifford
- Ferdinand Eisenstein
- Augustin-Jean Fresnel
- Stephen Jay Gould
- Santiago Ramón y Cajal

## Religiosos
- San Francisco de Asís
- Juan Calvino
- Cardenal Richelieu
- Santa Teresa de Lisieux
- David Brainard
- Isabel Flores de Oliva (Rosa de Lima)

## Líderes e políticos
- Ajenatón
- Nefertiti
- Simón Bolívar
- John C. Calhoun
- Eduardo VI de Inglaterra
- Carlos IX de França
- Ulysses S. Grant
- Andrew Jackson
- Luis XIII de França
- Luis XVII de França
- Napoleão II de França
- Manuel L. Quezon
- Eleanor Roosevelt
- Dmitri Pavlovitch Romanov
- John Young
- Henrique I de Portugal
- Pedro IV de Portugal
- Afonso XII de Espanha
- Máximo Gorki
- Pedro Aguirre Cerda

## Outros
- Frédéric Bastiat
- Sarah Bernhardt
- Louis Braille
- James Burke
- W. C. Fields
- Abel Gance
- Doc Holliday
- Freddie Keppard
- Ernie Kovacs
- Christy Mathewson
- Florence Nightingale
- Jean François Champolion
- Mabel Normand
- Joseph Mary Plunkett
- Herman Potočnik
- Gavrilo Princip
- Jimmie Rodgers
- Lev Vygotsky
- Rube Waddell
- Vivien Leigh
- Antonio Nariño